# Црвена дивља кокошка
Црвена дивља кокошка или дивља кокошка, црвена прашумска кокошка, банкивска кокош (лат. Gallus gallus, енгл. red junglefowl) је врста из породице фазана, директан је предак домаће кокошке (лат. Gallus gallus domesticus). Црвена дивља кокошка је први пут доместификована пре око 5.000 година у њеној постојбини у Југоисточној Азији, одакле се домаћа кокошка временом проширила по целом свету. Данас се одомаћена (доместификована) подврста узгаја због меса и јаја.

## Опис
Мужјаци (петлови) и женке (кокошке) ове врсте показују врло изражен полни диморфизам. Петлови су много већи, имају велику црвену кресту и ресе на глави, дугачко и широко златно и бронзано перје од врата преко леђа до тртице. Реп је лучно обликован изгледа као да је црне боје, али се под одређеним светлом преливају плава, љубичаста и зелена боја. На ногама изнад и иза стопала има по једну мамузу или остругу, коју користи у борби са другим мужјацима. Перје женке је једнолично, прилагођено околини и представља добру камуфлажу, јер квочка (кокошка која лежи на јајима или води пилиће) сама седи на јајима, брине и чува пилиће. Такође, она нема кресту и ресе на глави или ако их има веома су мале.
У време парења петлови објављују своје присуство кукурикањем. Кукурикање петла дивље кокошке је краће од кукурикања петла домаће кокошке. Оно служи за привлачење женки и као упозорење другим мужјацима. Оглашавање је сложено структурирано и разликују се упозорења која указују на опасност од предатора из ваздуха од оних која указују на опасност од предатора на тлу.

## Распрострањеност
Ареал црвене дивље кокошке се простире од индијске државе Тамил Наду, преко Индокине и јужне Кине до Малезије, Сингапура, Индонезије и Филипина. Има их и на острвима Океаније Вануату, Божићно Острво и Маријанским острвима. На неким хавајским острвима присутна је подивљала популација домаћих кокошки.
Подврсте црвене дивље кокошке (Gallus gallus):
- G. g. gallus – из Индокине
- G. g. bankiva – јаванска дивља кокошка са Јаве
- G. g. jabouillei – тонкиншка дивља кокошка из Вијетнама
- G. g. murghi – индијска дивља кокошка из Индије и Бангладеша
- G. g. spadiceus – бурманска дивља кокошка из Бурме
- G. g. domesticus – домаћа кокошка